# Femtochimie
La femtochimie est la science qui s'intéresse aux réactions chimiques sur des échelles de temps extrêmement courtes, de l'ordre de 10−15 secondes (c'est-à-dire une femtoseconde, d'où le nom de cette science). Elle fait partie de la dynamique réactionnelle chimique.
En 1999, Ahmed H. Zewail a reçu le prix Nobel de chimie pour ses travaux précurseurs dans le domaine.
La méthode d'étude de Zewail utilise des impulsions de lumière laser de quelques femtosecondes de durée — une femtoseconde est égale à un millionième de milliardième de seconde (0,000000000000001 seconde ou 10−15 seconde) —, on la nomme aussi la méthode « pompe-sonde ».
Elle repose sur le principe suivant : une première impulsion de courte durée est envoyée sur les molécules pour amorcer une réaction chimique ; elle donne le temps zéro de l'expérience. Une seconde impulsion en retard sur la première d'une durée déterminée est envoyée sur le milieu où se déroule la réaction.
Cette deuxième impulsion permet d'enregistrer les spectres d'absorption des espèces chimiques transitoires durant la période de formation ou de rupture des liaisons.
Un des objectifs de cette science est de considérer les courts instants durant lesquels une réaction chimique se déroule, ce qui permettrait de comprendre pourquoi certaines réactions ont lieu alors que d'autres non. Une compréhension plus poussée du déroulement des réactions chimiques à cette échelle devrait permettre à terme de mieux les contrôler.